# Grammy Museum at L.A. Live
Het Grammy Museum at L.A. Live is een interactief, educatief museum over de geschiedenis en winnaars van de Grammy Awards. Het museum ligt in het L.A. Live-complex in het centrum van Los Angeles, op de hoek van Figueroa Street en Olympic Boulevard. Bronzen schijven voor ieder jaar van de Grammy Awards – met daarop de belangrijkste winnaars, beste plaat, beste nieuwe artiest, album van het jaar, en nummer van het jaar – zijn in de stoepen langs de straten van L.A. Live gelegd.
Het is het oorspronkelijke museum en behoort inmiddels toe aan een groep van vier Grammy Museums. De anderen staan zijn het The Grammy Museum Mississippi in Cleveland, het Grammy Museum bij de Musicians Hall of Fame in Nashville en sinds de herfst van 2017 de Grammy Museum Experience in Newark, New Jersey.

## Doel
Het doel van het museum is om zijn bezoekers te inspireren tot het leren over muzikale genres en geschiedenis, door middel van interactieve aanraakschermen, video's, en opnameruimtes. Het museum heeft ook een rijke collectie aan historische muzikale objecten, waaronder kostuums en instrumenten van de Grammy Awards, handgeschreven songteksten, platen, en video- en audio-opnames.

## Geschiedenis
De opening van het Grammy Museum in 2008, in het L.A. Live-complex in het centrum van Los Angeles, viel samen met het 50-jarige bestaan van de Grammy Awards. Het museum bestaat uit vier lagen, met daarin tentoonstellingen van historische muzikale objecten, interactieve instrumentenstations en opnameruimtes, en het 200 stoelen tellende Clive Davis Theater.
Sinds de opening heeft het museum meer dan 300 publieksprogramma's georganiseerd, en duizenden plaatselijke scholieren geïnspireerd met zijn dynamische educatieve programma's.

## Collectie
Het Grammy Museum onderzoekt en viert de nog steeds zichtbare erfenis van alle soorten muziek, het creatieproces, de kunst en technologie van het opnemen van muziek, en de geschiedenis van de Grammy Awards – de voornaamste erkenning van prestaties in de muziek. The Pixies, Itzhak Perlman, Ludacris, Brad Paisley, Madonna en Yo-Yo Ma zouden niet snel samen op een affiche staan, maar onder het dak van het museum zijn ze perfect in harmonie.
Het museum bevat een grote hoeveelheid exhibities van historische muzikale objecten, zoals te zien is in de tentoonstellingColumbia Records 360, live-optredens achter de schermen, seminars, colleges, meet-and-greets met muzikanten, en interactieve opnameruimtes. Het museum begint op de derde verdieping waarna er wordt afgedaald naar de tweede en vervolgens de eerste verdieping. De tentoonstelling Crossroads op de derde verdieping heeft interactieve aanraakschermen waarop foto's bekeken en naar muziek geluisterd kan worden. Bij een andere interactieve tentoonstelling kunnen zes verschillende geluidsdichte opnamehokken bezocht worden, waar beroemde artiesten en producers vertellen over de verschillende stappen in het produceren van commerciële muziekopnames. Bezoekers kunnen hun eigen zang of rap opnemen, en deze remixen om hun eigen cover van verschillende popliedjes te maken. Het museum heeft ook outfits die werden gedragen door beroemde Grammywinnaars als Kanye West, Jennifer Lopez en Rihanna.

## Tentoonstellingen
Het museum past zijn tentoonstellingen regelmatig aan, en organiseert ook speciale tentoonstellingen. Enkele voormalige of nog lopende tentoonstellingen zijn:
- The Beatles LOVE door Cirque du Soleil; 8 juni 2011 – februari 2012
- Bob Marley, Messenger; 11 mei 2011 – 2 oktober 2011
- Say it loud: The Genius of James Brown; 17 september 2011 – 22 januari 2012
- Michael Jackson; 25 juni 2011 – heden
- Barbra Streisand; eindigde in februari 2012
- Muzak Archives Preservation; gedurende 2011 op internationale tour
- Golden Gods: The History of Heavy Metal; 11 april 2012 – februari 2013
- Whitney!; 15 augustus 2012 – 15 februari 2013
- Ringo: Peace and Love; 12 juni 2013 – 30 maart 2014
- Taylor Swift Experience; december 2014 – oktober 2015
- Ravi Shankar: A Life in Music; mei 2015 – lente 2016

Voormalige tentoonstellingen
- John Lennon, Songwriter; eindigde 6 september 2011
- Roy Orbison: The Soul of Rock & Roll; 16 mei 2011 – 1 december 2011
- Hip Hop: A Cultural Odyssey; eindigde 4 mei 2011
- Strange Kozmic Experience; eindigde 17 januari 2011
- Instruments of Art; eindigde 31 december 2010
- I Am, I Said: Selections from the Neil Diamond Collection; eindigde 10 mei 2010
- Elvis at 21: Photographs by Alfred Wertheimer; eindigde 28 maart 2010
- Occupation Dreamer: The Photography of Moshe Brakha; eindigde 9 augustus 2009
- Jenni Rivera, singer-songwriter; eindigde 11 mei 2014
- Columbia Records 360; november 2012 – september 2013

## Speciale evenementen en programma's
Er worden geregeld liveoptredens, seminars, colleges en discussies in het Clive Davis Theater van het Grammy museum georganiseerd. Er worden publieksprogramma's met georganiseerd met grammywinnaars als Ben Harper, Flavor Flav en John Legend.